# Sitionuevo
Sitionuevo é um município da Colômbia, localizado no departamento de Magdalena.